# Arnold Retzer
Arnold Retzer (* 1952) ist ein deutscher Mediziner, Psychotherapeut, Lehrtherapeut und Autor. Arnold Retzer zählt zur Heidelberger Schule, die seit Mitte der 1980er Jahre unter der Leitung von Helm Stierlin stand, dem ersten Ordinarius und ärztlichen Direktor,  von 1974 bis 1991, der neu geschaffenen Abteilung für Psychoanalytische Grundlagenforschung und Familientherapie an der medizinischen Fakultät der Ruperto Carola in Heidelberg.
Nach seinem Studium der Medizin, Psychologie und Soziologie arbeitete Arnold Retzer ab 1987 am Universitätsklinikum der Universität Heidelberg bis zum Jahr 1991 als wissenschaftlicher Mitarbeiter und leitender Oberarzt in der Abteilung für Psychoanalytische Grundlagenforschung und Familientherapie.
1988 wurde Arnold Retzer mit einer Dissertation über Interaktionsphänomene im systemischen Familien Erstgespräch an der medizinischen Fakultät der Universität Heidelberg zum Dr. med. promoviert.
1994 wurde er mit der Schrift Familie und Psychose: zum Zusammenhang von Familieninteraktion und Psychopathologie bei schizophrenen, schizoaffektiven und manisch-depressiven Psychosen; 82 Tabellen (graphische Darstellungen) 300 S. 1993., habilitiert. Arnold Retzer hat grundlegende Forschungsarbeiten  zur Kommunikation in Familien mit einem psychotischen Familienmitglied vorgelegt und ein Standardwerk zur Systemischen Paartherapie verfasst.
Von 1996 bis 2005 war Arnold Retzer Herausgeber der Zeitschrift Familiendynamik. Heute leitet er das Systemische Institut Heidelberg (SIH) und ist Lehrtherapeut bei der Internationale Gesellschaft für systemische Therapie|Internationalen Gesellschaft für systemische Therapie (IGST). Arnold Retzer hielt bisher Vorträge und Seminare in Europa, in Argentinien und in China.

## Schriften
- Die Behandlung psychotischen Verhaltens. Heidelberg : Auer, 1991, 1. Aufl.
- Das Ende der großen Entwürfe. Mit Hans Rudi Fischer und Jochen Schweitzer. Frankfurt/Main : Suhrkamp 1992
- Familie und Psychose. 1992, Stuttgart : G. Fischer, 1994, 1996, 2. Aufl.
- Liebe ist kein Gefühl. Heidelberg : Carl-Auer-Systeme [1996]
- Systemische Supervision – wie und wo? Heidelberg : Carl-Auer-Systeme-Verl., [1997]
- Beziehungsfallen.  Bd. 2., Linz 1998, ISBN 3-9500721-2-8
- Passagen – systemische Erkundungen. Stuttgart : Klett-Cotta, 2002 ISBN 3-608-94037-5
- Systemische Familientherapie der Psychosen. Göttingen : Hogrefe, Verl. für Psychologie, 2004 ISBN 3-8017-1603-1
- Systemische Paartherapie. Stuttgart : Klett-Cotta, 2004, 2007, 3., durchges. Aufl. ISBN 978-3-608-94365-8
- Lob der Vernunftehe:  Eine Streitschrift für mehr Realismus in der Ehe: S. Fischer Verlag, Frankfurt am Main, 2009
- Miese Stimmung: Eine Streitschrift gegen positives Denken: S. Fischer Verlag, Frankfurt am Main 2012, 1. Aufl., ISBN 978-3-10-064205-9.

## Rezeption
- Sonja Ohly im Gesellschaftsblog OHFAMOOS.[1]